# Fărcășeni
Fărcășeni – wieś w Rumunii, w okręgu Jassy, w gminie Strunga. W 2011 roku liczyła 1777 mieszkańców.